# Il principe e Betty
Il principe e Betty (The Prince and Betty) è un romanzo umoristico dello scrittore britannico P. G. Wodehouse, pubblicato in volume nel 1912.

## Storia editoriale
Il principe e Betty apparve dapprima in due riviste: fu pubblicato prima sul numero di gennaio 1912 del mensile statunitense Ainslee's Magazine e successivamente, in forma leggermente differente, sul mensile britannico The Strand Magazine in tre puntate, dal febbraio 1912 all'aprile 1912. La vicenda è grosso modo una storia d'amore fra Betty Silver (figliastra del finanziere Benjamin Scobell, che controlla la piccola isola di Murvo, nel Mediterraneo, e intende utilizzarla all'attività del gioco d'azzardo, al pari di Monaco) e John Maude, il giovane figlio dell'ex sovrano di Murvo, deposto quando l'isola divenne una repubblica, il quale aveva conosciuto Betty all'università dove i due giovani si erano piaciuti. Nella versione della rivista inglese, entrambi i giovani sono di nazionalità inglese, giocano a cricket e hanno frequentato l'università di Cambridge; nella versione della rivista statunitense, i due giovani sono americani, amano il baseball e hanno frequentato l'università di Harvard. Il testo di Ainslee's Magazine è lungo oltre 31.000 vocaboli; quello di The Strand è lungo meno di 20.000 vocaboli, ma contiene alcuni passi che non comparivano nel mensile americano. Il testo pubblicato sulle due riviste fu rielaborato e pubblicato in volume il 1º maggio 1912 dalla casa editrice Mills & Boon di Londra. La trama di quest'ultimo volume riproduce sostanzialmente quella delle due riviste Ainslee's Magazine e, soprattutto, The Strand Magazine: è una storia d'amore in cui i giovani protagonisti sono inglesi e hanno frequentato Cambridge. Il contenuto del volume londinese non è stato mai pubblicato negli Stati Uniti.
Due mesi prima la pubblicazione del volume londinese, il 14 febbraio 1912 era stato pubblicato dall'editore W.J. Watt & Company di New York un volume con lo stesso titolo (The Prince and Betty), ma molto differente nel contenuto. Il volume pubblicato dall'editore newyorkese è lungo trenta capitoli; il contenuto dei primi undici capitoli proviene dalle due riviste Ainslee's Magazine e The Strand Magazine, il testo dal dodicesimo capitolo in poi proviene dalla serie Psmith giornalista pubblicata sulla rivista per ragazzi The Captain tra l'ottobre 1909 e il febbraio 1910, sia pure con alcune modifiche. Betty Silver, credendo John la corteggiasse soltanto perché glielo aveva ordinato il suo patrigno, fugge a New York dove trova lavoro come dattilografa nel settimanale per famiglie Peaceful Moments, alle dipendenze del vicedirettore Rupert Smith, anch'egli ex studente di Harvard, il quale, approfittando dell'assenza del direttore per motivi di salute, intende cambiare la linea editoriale del giornale trasformandolo in un battagliero settimanale di inchieste sui bassifondi newyorkesi. Nel 1912 Psmith giornalista non era stato ancora pubblicato in volume: lo sarà in Inghilterra nel 1915; ma il testo della seconda parte dell'edizione americana del Principe e Betty è essenzialmente lo stesso della serie Psmith, Journalist pubblicata a puntate sul giornale per ragazzi The Captain nel periodo 1909-1910. Pertanto, pur essendo stato pubblicato tre anni dopo, Psmith, Journalist deve essere considerato il predecessore dell'edizione statunitense di The Prince and Betty e non una sua revisione.
Negli anni trenta Wodehouse riscrisse Il principe e Betty, ne ottenne un romanzo breve intitolato A Prince for Hire che fu pubblicato in cinque puntate dall'aprile all'agosto 1931 su The Illustrated Love Magazine, una rivista americana pubblicata dalla Tower Magazines e distribuita solo attraverso la catena di vendita al dettaglio Woolworth. La nuova versione passò inosservata, fu riscoperta per caso molti decenni dopo da Tony Ring e pubblicata in volume postuma nel 2003 a cura dello stesso Ring.
In Italia Il principe e Betty ha avuto tre traduzioni nell'arco di 58 anni. Nel 1932, anno della prima traduzione in lingua italiana di Psmith giornalista, apparvero due traduzioni dell'edizione britannica del Principe e Betty: di Francesco Palumbo per le Edizioni Bietti, e di Maria Martone per Monanni. Infine, nel 1990 l'ultima traduzione, di Giulia Castelli, pubblicata dalla Mursia.

## Trama
Betty Silver, ventiquattro anni, è la figliastra del magnate Benjamin Scobell, a sua volta nipote e unico parente maschio della signora Jane Oakley, avara multimilionaria. All'università, Betty ha conosciuto John Maude; i due hanno simpatizzato, ma poi si sono persi di vista. Benjamin Scobell è proprietario dell'isoletta mediterranea di Mervo e vorrebbe trasformarla in una lussuosa stazione turistica e, in particolare, dedicarla all'industria del gioco d'azzardo. Per aumentare l'attrattiva turistica, inoltre, Scobell ritiene utile trasformare nuovamente Mervo in un piccolo principato. Scobell scopre che il defunto padre di John Maude era stato l'ultimo sovrano del principato di Mervo, deposto quando l'isola scelse il regime repubblicano. Per dare lustro a Mervo, Scobell stabilisce perciò di rimettere sul trono John Maude, in qualità di Principe, e per meglio controllarlo farlo sposarlo con la figliastra Betty. Betty si reca a Mervo, incontra nuovamente John Maude ma si convince che il ragazzo la stia corteggiando per accondiscendere a un ordine di Schobell. Fugge pertanto a New York dove viene accolta da sua zia, la signora Oakley, la quale consiglia a Betty di trovarsi un lavoro. La giovane cambia generalità (si fa chiamare "Betty Brown") e infine viene assunta come dattilografa a "Peaceful Moments", un settimanale per famiglie. Quando al direttore viene ordinato di lasciare il lavoro per un periodo di tre mesi per motivi di salute, il vicedirettore Rupert Smith, anch'egli ex allievo di Harvard, assume la direzione della rivista e ne cambia la linea editoriale rendendola più aggressiva. Rupert Smith è chiaramente un clone di Psmith: molto alto, magro, colorito scuro, viso solenne, vestito in modo impeccabile, monocolo all'occhio sinistro, si rivolge agli altri col titolo di "compagno". Grazie al lavoro di Smith, a cui Betty "Brown" dà un valido contributo, il giornale inizia una violenta campagna contro gli ignoti padroni del quartiere newyorkese degradato di "Brosher Street". Nel frattempo John Maud, non amando i metodi di Scobell, ha lasciato Mervo per recarsi New York dove trova lavoro anche lui presso il settimanale "Peaceful Moments" grazie al suo vecchio compagno di università Rupert Smith. Betty, pensando che John Maud la stia inseguendo, decide di rendersi irreperibile da "Peaceful Moments" e di trovarsi un nuovo lavoro. Diventa cassiera in un caffè di proprietà di Bat Jarvis, un simpatico gangster amante dei gatti. Le inchieste di Smith fanno scoprire che Benjamin Scobell è da sempre proprietario sia di "Peaceful Moments", il giornale ora diretto da Smith, che delle abitazioni popolari di "Brosher Street". Messo alle strette, Scobell si dichiara pentito e promette che bonificherà le abitazioni di "Brosher Street". John Maude ritrova Betty; i due vorrebbero sposarsi, ma non hanno abbastanza danaro. Interviene la signora Oakley che dà loro il danaro per acquistare una fattoria nell'Ovest degli Stati Uniti, completando così il lieto fine.

## Critica
L'edizione londinese del Principe e Betty costituisce soprattutto un romanzo sentimentale. Dello stesso parere («una classica storia d'amore commerciale, scritta probabilmente su commissione (...) della rivista di New York Ainslee's») è Robert McCrum, biografo di Wodehouse. Woodehouse, che è stato un autore molto prolifico, era noto nei circoli letterari per il riciclaggio delle sue opere: trasformava i copioni delle sue opere teatrali in romanzi, i suoi racconti in sceneggiature di film, i libretti dei musical di Broadway in romanzi, e così via. Era inoltre molto abile nell'adattare le sue opere alle diverse richieste del mercato editoriale britannico e statunitense. L'edizione newyorkese del Principe e Betty innesta nel romanzo londinese brani tratti da Psmith giornalista, ma con risultati non molto riusciti.

## Edizioni
- (EN) The Prince and Betty, London, Mills & Boon, 1912.
- (EN) The Prince and Betty, illustrazioni di Will Grefe, New York, W.J. Watt & Company, 1912.
- Il principe e Betty : romanzo umoristico inglese, traduzione di Maria Martone, Milano, Monanni, 1932.
- Il principe e Betty : romanzo, traduzione di Francesco Palumbo, Milano, Bietti, 1932.
- Il principe e Betty, traduzione di Giulia Castelli, Milano, Mursia, 1990, ISBN 88-425-0773-3.

## Opere derivate

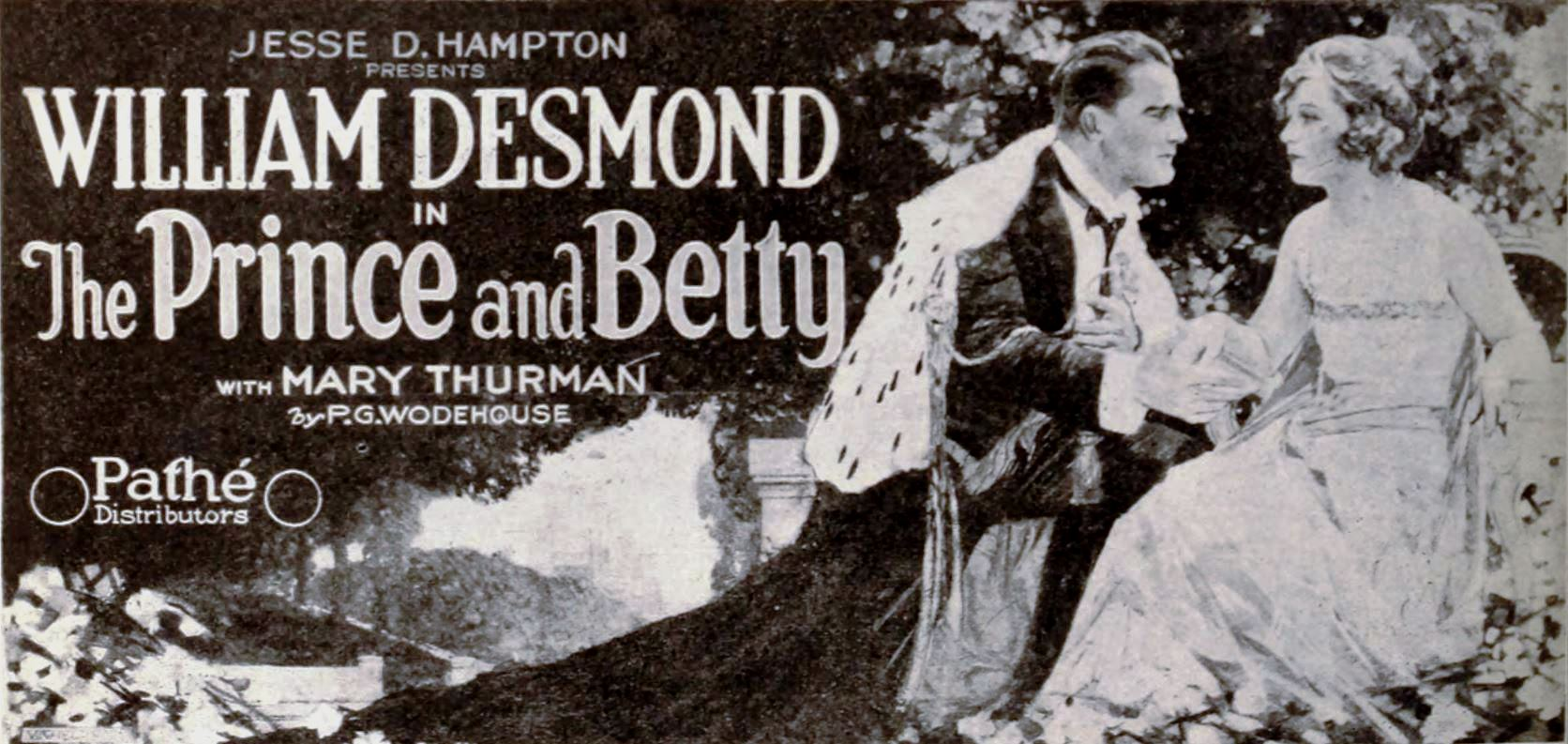
Locandina del film The Prince and Betty

- The Prince and Betty - film muto del 1919 diretto da Robert Thornby[17]. Purtroppo non si conoscono copie esistenti della pellicola che viene considerata presumibilmente perduta[18].